# 毛利房継
毛利 房継（もうり ふさつぐ）は、戦国時代の武将。初めは陶氏、大内氏の家臣だったが、後に毛利氏に仕える。

## 生涯
大内氏と陶氏に仕える毛利氏に生まれたが、安芸国の戦国大名・毛利元就をはじめとする安芸毛利氏との系譜の繋がりは不明。
天文19年（1550年）に東福寺の僧・梅霖守龍が記した『梅霖守龍周防下向日記』によると、房継は周防国佐波郡徳地の代官職であったという。
弘治元年（1555年）から弘治3年（1557年）にかけての防長経略の頃には九州北部にいたために毛利元就との戦いには加わらず、大内氏の滅亡以降に元就に仕えた。かつて徳地の代官を務めた旧縁から上徳地を知行し、同年12月30日には房継の奉行衆によって、上徳地の正税米50石が東福寺に交付されている。
その後の動向は不明だが、後に徳山藩の家老となった奈古屋氏の先祖にあたるとも言われる。